# Saxifragella
Saxifragella là một chi thực vật có hoa trong họ Saxifragaceae.